# Daily Bugle
Le Daily Bugle (« The Daily Bugle » en VO, nommé pendant un temps « The DB! ») est un quotidien régional new-yorkais de fiction présent dans l'univers Marvel de la maison d'édition Marvel Comics, créé par le scénariste Stan Lee et le dessinateur Jack Kirby.
Historiquement, le journal apparait pour la première fois au cours d'une histoire de Human Torch (Jim Hammond) dans le comic book Marvel Mystery Comics #18 en avril 1941, paru chez Timely Comics. Il est ensuite mentionné pour la première fois chez Marvel Comics dans le comic book Fantastic Four #2 en janvier 1962, et ses bureaux sont présentés pour la première fois dans The Amazing Spider-Man #1 en mars 1963.
Ce journal apparaît notamment dans les histoires du héros Spider-Man, mais également dans d'autres titres de Marvel comme la série de comic book Daredevil. Au cinéma, il apparait pour la première fois dans le film Spider-Man (2002) de Sam Raimi.

## Historique de la publication
Le Daily Bugle figure en bonne place dans de nombreux titres de Marvel Comics, en particulier ceux dans lesquels Spider-Man est le personnage principal. En 1996, une série limitée de trois numéros (en noir et blanc) est imprimée.
Depuis 2006, Marvel Comics publie un journal mensuel, intitulé Daily Bugle, rendant compte des publications et des auteurs de l'entreprise. Marvel utilisait auparavant le format du journal pour promouvoir les événements croisés (crossovers) de ses histoires Civil War et House of M, rendant compte des événements du scénario comme si la bande dessinée du Daily Bugle avait pris vie. Marvel a restauré cette fonction promotionnelle pour la mort de Captain America en 2007.

## Histoire fictionnelle
Le Daily Bugle est un quotidien d’informations fondé à New York en 1897, qui offre sans cesse de multiples éditions quotidiennes et un dévouement singulier à l'actualité depuis plus d'un siècle. Au format tabloïd comme son rival le Daily Globe, son slogan est « Le journal de l'image » (The picture newspaper).
Dirigé un temps par le tyrannique J. Jonah Jameson, c'est dans ce journal que travaille Peter Parker (alias Spider-Man) en tant que photographe de presse indépendant.
Le Daily Bugle et le Daily Globe sont inspirés de deux titres de presse new-yorkais réels, le New York Post et le New York Daily News, deux tabloïds populaires de New York dont ils sont des pastiches.

## Membres
Quelques membres, passés ou présents, du Daily Bugle :
- J. Jonah Jameson, l'ancien directeur, égocentrique et radin, du Bugle et la tête de turc de Spiderman dont Jameson est l'ennemi déclaré[2] ;
- Joe Robertson, dit « Robbie » Robertson, l'ancien rédacteur en chef du journal[3], maintenant le rédacteur en chef de Frontline ;
- Betty Brant, reporter, ancienne secrétaire du journal, ex-petite amie de Peter Parker ;
- Ned Leeds, journaliste et futur époux de Betty Brant ;
- Benjamin « Ben » Urich (en), ancien journaliste d'investigation du Bugle, ami de Peter Parker et de Matthew Murdock (Daredevil)[4] ; a révélé plusieurs scandales ayant un rapport avec le monde des super-héros et des super-vilains ; démissionne après Civil War et fonde Frontline[5] ;
- Phil Urich, qui fut également un Bouffon vert ;
- Thomas Fireheart (le Puma), propriétaire temporaire du Buggle ;
- Glory Grant, assistante administrative ;
- Randy Green, reporter, un des déguisements de Mystique ;
- Jessica Jones, reporter, ex-détective privée ;
- Norman Osborn, propriétaire temporaire du Buggle.

## Apparition dans d'autres médias

### Cinéma
Les locaux du Daily Bugle apparaissent au cinéma pour la première fois dans le film Spider-Man (2002) et réapparaissent dans les deux volets suivants (Spider-Man 2 en 2004 et Spider-Man 3 en 2007). Dans ces films, le journal est situé au Flatiron Building.
Les employés du journal sont J. Jonah Jameson (J.K. Simmons) qui en est le rédacteur en chef, Joe Robertson (Bill Nunn), le rédacteur en chef adjoint, Betty Brant (Elizabeth Banks), la secrétaire de Jameson, Hoffman (Ted Raimi), un employé servant d'élément comique et les photographes indépendants Peter Parker (alias Spider-Man, incarné par Tobey Maguire) et Eddie Brock (alias Venom, incarné par Topher Grace).
Dans les films The Amazing Spider-Man (2012) et The Amazing Spider-Man : Le Destin d'un héros (2014), le Daily Bugle apparaît à la fois comme un journal et une chaîne de télévision. Dans le second volet, Peter Parker (Andrew Garfield) travaille pour Jameson, ce dernier n’apparaissant cependant pas à l'écran.
Le journal apparaît aussi dans la scène post-générique de Spider-Man: Far From Home (2019) ainsi que sa suite, Spider-Man: No Way Home (2021) avec comme nouveau nom le TheDailyBugle.net tout comme dans la web-série du même nom.
Un journal nommé « The Daily Bugle » apparaît dans le film Les Evadés (1994) de Frank Darabont, lorsque les combines de Samuel Norton, le directeur de la prison d'État de Shawshank sont révélées au grand jour ; le titre en une est : « Corruption et meurtre à Shawshank ».

### Jeux vidéo
Le bâtiment du Daily Bugle apparaît dans le jeu vidéo Spider-Man (2000) en tant que zone de combat au sein de laquelle Spider-Man doit protéger J. Jonah Jameson de Mac Gargan / le Scorpion. Des articles du journal apparaissent régulièrement dans le jeu et dans sa suite, Spider-Man 2 : La Revanche d'Electro (2001), pour diffamer le super-héros.
Le bâtiment du Daily Bugle apparaît et est visitable par Peter Parker dans les jeux Spider-Man 2 (2004) et Spider-Man 3 (2007), où des missions photos lui sont confiées par J. Jonah Jameson et Joe Robertson.
Le bâtiment apparaît dans le jeu Spider-Man : Le Règne des ombres (2008), étant le sujet d'une des missions.
Il apparaît en tant que lieu-dit dans le jeu vidéo Fortnite (saison 1, chapitre 3), à l'occasion de l'arrivée du personnage de Spider-man dans le « pass » de combat de cette saison.
Le journal et son bâtiment sont présents dans le jeu Marvel's Spider-Man (2018), dirigé alors par Joe Robertson après la retraite de J. Jonah Jameson, devenu écrivain et potcasteur. Peter Parker a quitté le journal plusieurs années avant les événements du jeu, à la suite d'une tuerie perpétrée par Max Dillon / Electro que le journal a mis sur le dos de Spider-Man. Au moment des événements du jeu, Mary Jane Watson est journaliste pour le Bugle et enquête de son côté, puis en partenariat avec Peter, tout au long de l'histoire. MJ obtient le poste de rédactrice adjointe. 
- Des journaux peuvent être récupérés de manière facultatif tout au long du jeu.
- Dans le DLC en 3 épisodes de « La Ville Qui Ne Dort Jamais », Mary-Jane (désormais rédactrice adjointe) et Peter enquêtent sur la Maggia, Hammerhead et Felicia Hardy / la Chatte noire. MJ se rend aussi en Symkarie et couvre pour le journal la guerre dans ce pays.

Le Bugle apparaît dans Marvel's Spider-Man: Miles Morales (2020) ; MJ est toujours en Symkarie et Peter la rejoint en tant que photographe pour le Bugle. De son côté le protégé de Peter, Miles Morales / Spider-Man garde la ville de New York et empêche un gang de détruire le bâtiment du journal. 
Dans Marvel's Spider-Man 2 (2023), J. Jonah Jameson est revenu à la tête du journal et entre en conflit avec Mary-Jane Watson, lui mettant la pression pour écrire des articles à sa façon. Face au changement de comportement de Peter, MJ écrit un article mettant en avant le changement de Spider-Man. Jameson félicite MJ pour son article et lui propose de redevenir rédactrice adjointe. Peu après l'attaque de Venom sur MJ, celle-ci, ne supportant plus la pression de Jameson, démissionne et lance son propre podcast.